# Thales Alenia Space
Thales Alenia Space è la società nata da Alcatel Alenia Space dopo che il gruppo francese Thales ha acquistato l'intera partecipazione della francese Alcatel nelle due joint-venture con la holding italiana Leonardo (ex Finmeccanica) in campo spaziale. La società è la più grande produttrice di satelliti in Europa specializzata nel settore aerospaziale, spaziale, difesa.
Delle due joint-venture della cosiddetta Space Alliance franco-italiana, Thales Alenia Space rappresenta quella nel settore manifatturiero spaziale di volo (l'altra è Telespazio, che è orientata ai servizi spaziali), comprendendo progetto, sviluppo, integrazione, test e supporto post-lancio di un intero sistema extra-atmosferico (satelliti artificiali, sonde interplanetarie, osservatori spaziali, infrastrutture abitate, ecc.), inclusa la realizzazione dei suoi sotto-sistemi e degli equipaggiamenti elettronici.
Nel 2022 la società ha realizzato un fatturato consolidato di 2,2 miliardi di euro e ha circa 8.500 dipendenti in 10 paesi con 17 siti in Europa e uno stabilimento negli USA. Di questi, circa 2385 sono stanziati nei 4 siti italiani (Roma, Torino, Milano, L'Aquila).
Il settore spaziale mondiale genera un volume di affari per oltre 370 miliardi di dollari all'anno, con una crescita del +74% entro il 2030, anno in cui dovrebbe raggiungere i 642 miliardi di dollari, la parte intercettata da Thales Alenia Space si aggira mediamente intorno ai 2,5 miliardi di euro.
A marzo 2024 Thales ha annunciato un piano di riorganizzazione dell'azienda che prevede il taglio di 1300 posti di lavoro, 1000 dei quali in Francia, che saranno reimpiegati nel resto del gruppo.

## Storia
Nel 1990, dalla fusione di Aeritalia Sistemi Spaziali e Selenia Spazio, possedute entrambe dalla holding pubblica Finmeccanica, nacque la Alenia Spazio, società all'interno del gruppo industriale italiano specializzata nel realizzare sistemi spaziali (satelliti, sonde interplanetarie, moduli abitativi orbitali, etc.) e le relative tecnologie per l’ampia gamma di tipologie delle missioni spaziali (ricerca scientifica, telecomunicazioni, osservazione della Terra, navigazione, esplorazione dell’Universo e dei pianeti, etc.).
Il 1 giugno 2004 Alenia Spazio fu fusa con un'altra azienda italiana del settore, la LABEN di Milano, posseduta anch'essa dalla holding Finmeccanica e specializzata in elettronica digitale e strumentazione scientifica spaziale, concentrando così in un'unica entità le principali attività manifatturiere spaziali italiane.
Dal 29 gennaio 2005 la Alenia Spazio fu integrata con Alcatel-Espace, formando la joint venture manifatturiera franco-italiana del settore spaziale Alcatel Alenia Space (AAS) (67% Alcatel, 33% Finmeccanica). L'accordo venne ratificato dalla Commissione europea il 29 aprile 2005.
La joint-venture divenne poi Thales Alenia Space (TAS) dal 5 aprile 2007 con la acquisizione della quota Alcatel da parte del gruppo francese della difesa e dell'elettronica Thales. Il passaggio di azioni da Alcatel a Thales venne approvato dalla Commissione europea il 10 aprile 2007.

### Aeritalia e Selenia Spazio
Entrambe le società che diedero vita ad Alenia Spazio nel 1990 avevano un'ampia e consolidata esperienza nel settore spaziale, accumulata in diverse tipologie di attività a partire dalla seconda metà degli anni ’60 dello scorso secolo.
Estendendo le proprie originarie attività aeronautiche, negli anni settanta l'Aeritalia di Torino intraprese lo sviluppo di sistemi strutturali e di controllo termico per i veicoli spaziali, costruendo gli scudi termici dei primi lanciatori europei dell'ELDO (European Launcher Development Organization) e alcune parti strutturali e di controllo termico per i primi satelliti ESRO (European Space Research Organization). Un altro passo avanti di tale azienda arrivò alla fine degli anni settanta con lo sviluppo del modulo Spacelab, il contributo europeo allo Space Shuttle statunitense e, durante gli anni ottanta, con i primi satelliti scientifici del piano spaziale del CNR.
Risale alla fine degli anni settanta la creazione di una Divisione Spazio della Selenia di Roma, la quale, tramite aggregazione con altre realtà italiane del settore spaziale, dette origine alla Selenia Spazio nel 1983: la sua attività manifatturiera ebbe inizio con la produzione di sistemi di antenne e di telemetria controllo remoto per i primi satelliti scientifici dell'ESA e di antenne per i satelliti Intelsat, nonché alla costruzione di sistemi di telecomunicazioni in ambito ESA e proseguito con la vasta gamma delle generazioni dei satelliti Intelsat. La maturazione di competenze e tecnologie portarono al varo del primo satellite di telecomunicazioni interamente italiano, SIRIO 1, approvato dal governo nel 1969 e lanciato nel 1977. Il settore spazio della Selenia partecipò anche alla realizzazione delle antenne di telemetria e controllo remoto dei 7 satelliti meteorologici Meteosat 1 e 2, lanciati a partire dal 1977 al 1987.
Altro settore di enorme importanza per l’azienda è stato quello dei radar spaziali, iniziato con il Radar Altimetro per ERS-1, primo satellite di telerilevamento dell’ESA. Settore iniziato nel 1980 e proseguito negli anni successivi sia per l’osservazione della Terra che per l’esplorazione dei pianeti del Sistema Solare.

### Formazione di Alenia Spazio

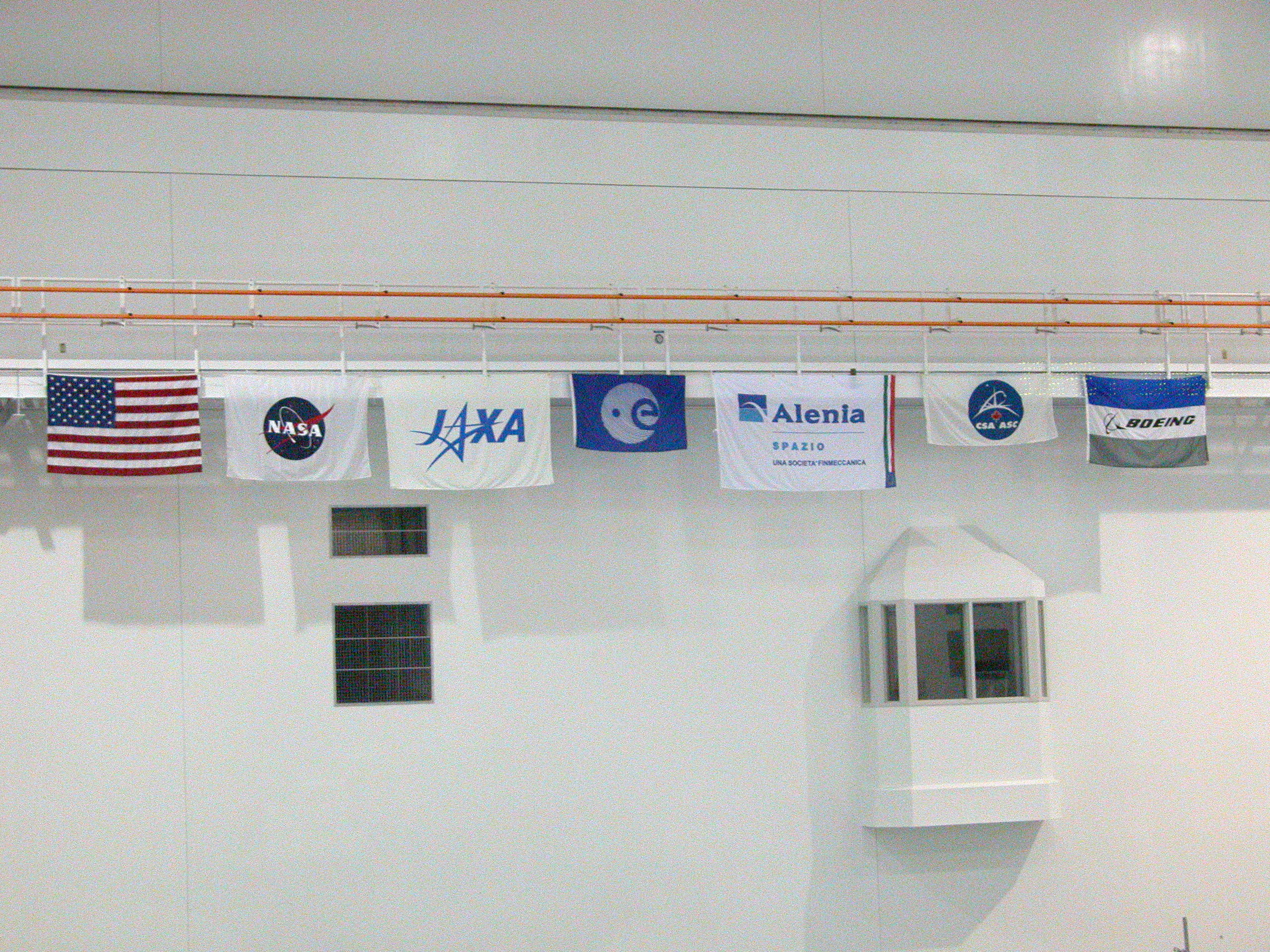
La bandiera dell'Alenia Spazio spicca tra quelle esposte al John F. Kennedy Space Center di Cape Canaveral, nell'edificio dove vengono costruiti i moduli per la Stazione spaziale internazionale

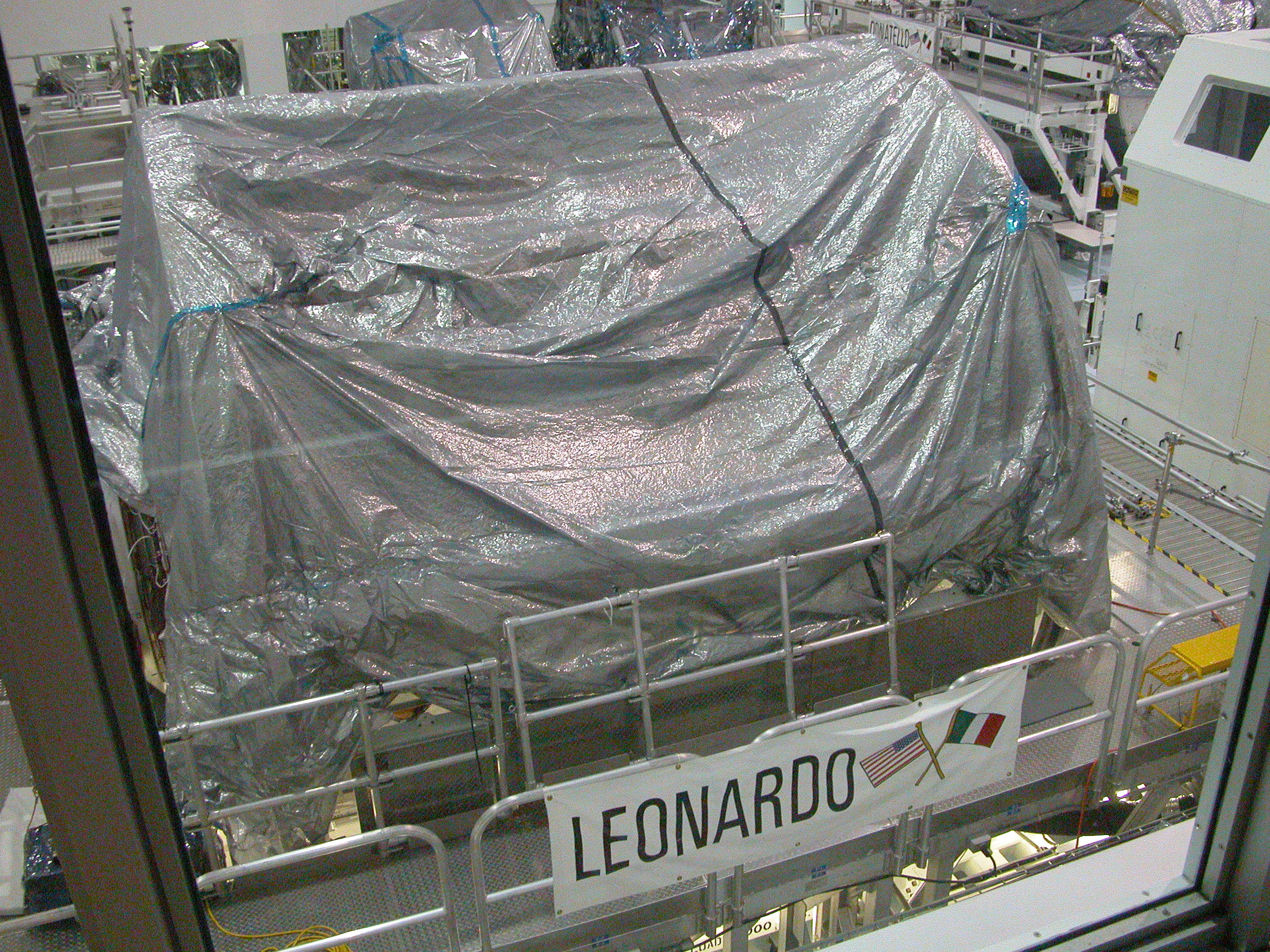
Il modulo italiano Leonardo, costruito dall'Alenia Spazio, al John F. Kennedy Space Center

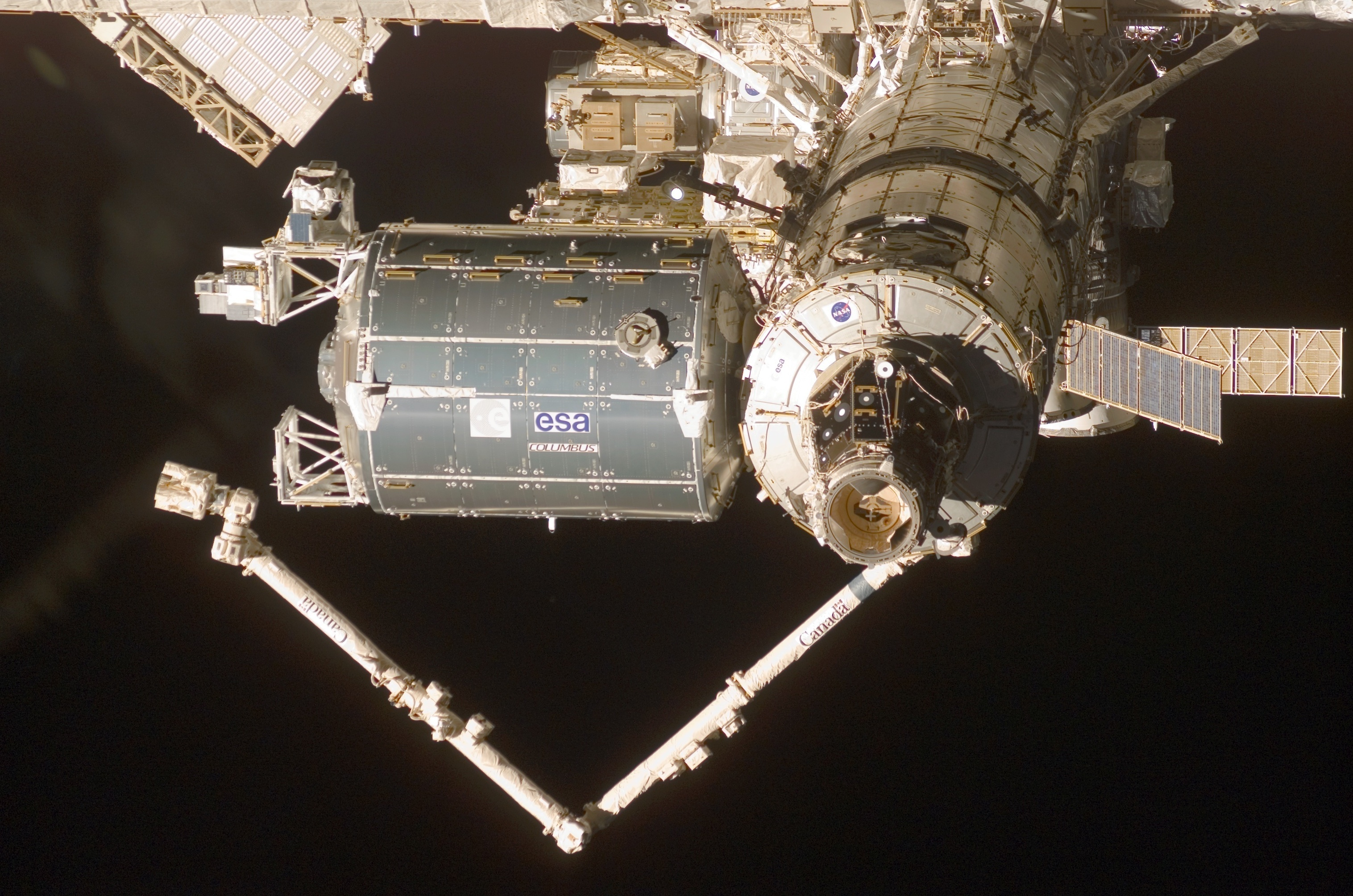
Il laboratorio Columbus ripreso dall'equipaggio della missione STS-122

Dal 1990 le due società, Aeritalia Divisione Spazio con sede a Torino e Selenia Spazio con sedi a Roma e L'Aquila, furono fuse dalla comune holding di possesso Finmeccanica e formarono l'Alenia Spazio, che proseguì in maniera unitaria le attività sistemistiche spaziali italiane nell'ultimo decennio del secolo scorso, contribuendo a diversi programmi spaziali nazionali, europei e internazionali.

#### Moduli abitati per la ISS
Alenia Spazio ha fornito un cospicuo contributo alla realizzazione della Stazione spaziale internazionale (ISS), costruendo direttamente negli stabilimenti torinesi e/o collaborando alla progettazione dei moduli per circa il 40% del volume pressurizzato ed abitabile della stazione:
- Multi-Purpose Logistics Module (MPLM)
- Harmony (Node 2)
- Tranquility (Node 3)
- Columbus
- Cupola

ed i 3 MPLM (Multi-Purpose Logistic Module: Leonardo, Donatello e Raffaello) per l’effettuazione delle missioni logistiche, indispensabili al supporto delle operazioni della ISS. Uno di essi, Leonardo, una volta terminate le missioni per il pensionamento dello Space Shutlle, è divenuto il Leonardo Permanent Multipurpose Module (PMM), un modulo permanente integrato nella ISS.
Terminate le missioni degli MPLM la funzione logistica è stata trasferita agli Automated Transfer Vehicle (ATV), dell’ESA, con altra rilevante partecipazione di Alena Spazio.

#### Satelliti scientifici
Alenia Spazio si è occupata a vario titolo e ruolo di numerose missioni di osservazione, sperimentazione e esplorazione spaziale, tra le quali Hipparcos, Beppo-SAX (X-Ray Astronomy Satellite), Tethered, INTEGRAL, Rosetta e Mars Express.
È stata responsabile della costruzione di GOCE, un satellite dalla particolare forma aerodinamica che orbitando negli strati alti dell'atmosfera ha misurato con estrema precisione le variazioni locali del campo gravitazionale terrestre.
È stata compartecipe dei programmi di esplorazione europei del sistema solare interno BepiColombo e Venus Express, per lo studio rispettivamente di Mercurio e Venere.
- Il 15 marzo 2007 la NASA ha annunciato[14] di aver individuato grosse quantità di ghiaccio d'acqua presso il polo sud di Marte tramite il radar MARSIS, sistema sviluppato da Alenia Spazio in collaborazione con l'università di Roma La Sapienza e con il JPl, nel quadro di una collaborazione tra l’ASI e la NASA per la missione Mars Express dell’ESA[15], cui ha fatto seguito, il radar SHARAD, sviluppato nell’ambito di una collaborazione NASA-ASI per il satellite Mars Reconnaissance Orbiter della NASA.
- Cassini-Huygens, sonda NASA/ESA/ASI per l'osservazione del sistema di Saturno. era dotata di un elaborato radar multimissione, realizzato in collaborazione paritetica tra Alenia Saio e JPL, per l’esplorazione della superficie della luna Titano di Saturno.
- L'azienda è anche il primo contraente di Euclid, la missione scientifica dell'ESA volta a studiare la materia oscura e l'energia oscura dell'universo[16].

#### Osservazione terrestre
Alenia Spazio nei suoi stabilimenti di Roma e L'Aquila ha prodotto diversi sistemi di radar ad apertura sintetica (SAR) e sensori a microonde, collaborando a programmi europei quali:
- European Remote-Sensing Satellite (ERS-1 - ERS2) per l'osservazione della Terra
- X-Band Synthetic Aperture Radar (X-SAR), collaborazione tra le agenzie spaziali italiana e tedesca, per la missione Space Radar Lab della NASA
- Envisat, satellite dell'ESA, successore di ERS per il monitoraggio dell'ecosistema terrestre[17]
- Cassini-Huygens, la sonda per l'osservazione del sistema di Saturno.

#### Telecomunicazioni e Navigazione
Alenia Spazio
- ha partecipato alla realizzazione di satelliti per telecomunicazioni come Italsat e Artemis;
- ha avuto un ruolo di primo piano nella realizzazione di sistemi di satelliti per servizi commerciali (tra cui Intelsat, Eutelsat II, Hot Bird, Omegasat, Panamsat, Telstar);
- ha realizzato Atlantic Bird 1, satellite per servizi di telefonia, broadcasting e connessioni Internet fra USA e Europa;
- ha partecipato al progetto di satelliti per la telefonia mobile Globalstar ed ha effettuato l’integrazione di tutti i satelliti della prima costellazione[18];
- ha progettato e sviluppato il satellite militare Sicral 1, Sicral 3[19] e Athena/Fidus[20];
- ha partecipato al progetto Teledesic che mirava a fornire internet broadband, voce e multimedia su satelliti LEO, prendendo in consegna la costruzione dei primi 2 dei 30 satelliti. Il progetto fu però ritirato nel 2002;
- ha fornito payload per diversi satelliti TLC russi (Express-A1/A2/A3/A4, Express-AM11/AM22, Express-AM2/AM3, Express-AM33, Express-AM44 con ISS, Express-MD1 e Express-MD2 con Khrunichev State Research and Space Center)[21];
- ha fornito payload per diversi satelliti TLC israeliani[senza fonte](AMOS 2, AMOS 3, AMOS 4) collaborando con la società israeliana IAI, in particolare il P/L TLC AMOS 4 è il primo payload innovativo a coperture e piani di frequenza flessibili prodotto in Italia per il mercato Export.

Nell'ambito del progetto Galileo, il sistema europeo di navigazione satellitare globale, Alenia Spazio è stata capo progetto nelle attività di definizione, oltre che fornitore dell'equipaggiamento cuore del sistema di irradiazione del segnale di navigazione (NSGU) mediante la sua controllata LABEN.
È stata impegnata nel progetto Skyplexnet, per la telemedicina e la teleformazione, ed è responsabile del progetto FIFTH di comunicazione satellitare a banda larga progettata per i treni ad alta velocità.
Thales Alenia Space ha vinto la commessa per la realizzazione di Iridium NEXT, per la telefonia satellitare: si tratta della più grande costellazione satellitare LEO che andrà in orbita a sostituire, a partire dal 2015, gli attuali satelliti Iridium (satellite), in volo dal 1998. L'accordo riguarda la fornitura di 81 satelliti per un investimento complessivo di 2,1 miliardi di dollari.

### Fusione di Alenia Spazio e LABEN
LABEN, acronimo di LABoratori Elettronici e Nucleari, è stata una azienda privata italiana fondata nel 1958 nel perimetro del gruppo Montedison, e fu la prima operante cronologicamente nel settore spaziale in Italia a partire dagli anni '60. Produttrice di equipaggiamenti elettronici sia in campo nucleare (medico e scientifico) e poi specializzatasi in quello spaziale (elettronica digitale per controllo e telemetria ed elaborazione dei dati), ebbe sedi storiche prima a Milano (1958-1985) e poi a Vimodrone (1985-2004), nonché una divisione a Firenze (1995-2004) specializzata in propulsione elettrica spaziale (ex PROEL). La LABEN fu posseduta al 100% dalla holding pubblica italiana Finmeccanica a partire dal 1990.
Nel 2004 venne fusa con Alenia Spazio e nel 2005 divenne parte integrante della joint venture franco-italiana Alcatel Alenia Space, come sede di Milano (sempre in Vimodrone).
Con la acquisizione da parte di Thales nel 2007, cambiò denominazione in Thales Alenia Space, sede di Milano.
La TAS Milano fu spostata da Vimodrone (MI) al nuovo sito industriale in Gorgonzola (MI) nel 2013.

### Formazione di Alcatel Alenia Space
Negli ultimi anni del secolo scorso, il settore spaziale italiano attraversò una profonda crisi, innescata principalmente dall'andamento negativo del mercato spaziale globale, sia commerciale che istituzionale, che comportò periodi di cassa integrazione e una consistente riduzione degli organici in tutte le aziende del comparto, negli anni a cavallo del 2000.
Nel 2004, il solo manifatturiero spaziale italiano in possesso a Finmeccanica si era ridotto a circa 2000 occupati dagli oltre 6000 degli anni '80 ed era così distribuito: Alenia Spazio Roma (800 addetti), Alenia Spazio Torino (600 addetti), LABEN Vimodrone (300 addetti, più 18 nella sua divisione di Firenze), Alenia Spazio L’Aquila (250).
A fine 2004, Finmeccanica e l'azienda francese Alcatel annunciarono la firma di un memorandum of understanding per la fusione di Alenia Spazio - LABEN e Alcatel Space in una joint-venture, denominata Alcatel Alenia Space, creando così una sinergia europea per affrontare il mercato globale.
Nonostante l'opposizione dei sindacati italiani, che avevano espresso forti timori per l'occupazione e per il rischio che il settore aerospaziale venisse considerato non più strategico e abbandonato dal governo italiano (la nuova società doveva essere a maggioranza francese e con sede direzionale in Francia), a partire dal luglio del 2005 l'Alenia Spazio - LABEN si fuse con Alcatel Space, dando vita alla joint-venture denominata Alcatel Alenia Space (AAS), in accordo con quanto stabilito dagli accordi stipulati nel 2004.
La nuova società era controllata per il 67% da Alcatel e per il restante 33% da Finmeccanica e la sua missione era la fornitura di sistemi spaziali, satelliti, apparecchiature, strumenti, carichi paganti e relativi sistemi di test e controllo a terra.
Con un volume d'affari allora intorno a 1,8 miliardi di euro e un organico di circa 7200 dipendenti, nasceva nel 2005 la società leader nel mercato della produzione satellitare europea, storicamente così ripartito: 40% mercato istituzionale, 40% quello commerciale ed il restante 20% quello civile.

### Nascita di Thales Alenia Space
Il 5 aprile 2006 Alcatel decise di vendere la sua partecipazione del 67% nella joint-venture Alcatel Alenia Space (e anche del 33% in quella di Telespazio) al gruppo francese della difesa e dell'elettronica Thales.
La nuova joint-venture assunse il nome di Thales Alenia Space (TAS).
L'Unione europea dette il sì definitivo all'operazione il 10 aprile 2007.
Thales Alenia Space è il partner europeo chiave nella missione Artemis della NASA, con l'obiettivo di riportare fisicamente gli astronauti sulla Luna nel 2025. La navicella spaziale che porterà gli astronauti in orbita Lunare nell'ambito della missione Artemis, ORION ha alcune tecnologie chiave fornite da Thales Alenia Space, contribuendo al Modulo di Servizio Europeo (ESM), sviluppato per l'Agenzia spaziale europea (ESA). Thales Alenia Space procura i sottosistemi, parte essenziale dei moduli, che garantiscono le condizioni vitali e la sicurezza dell'equipaggio durante l'intera missione. L’azienda sta sviluppando i sottosistemi critici per tutti e 6 moduli presso gli stabilimenti di Thales Alenia Space di Torino.
L’azienda fornisce tre moduli per la stazione spaziale Lunar Gateway, International Habitat (I-HAB), Habitation And Logistics Outpost (HALO), sviluppato per il partner Americano Nortrop Grumman e European System Providing Refueling, Infrastructure and Telecommunications (ESPRIT). Fornirà anche due moduli pressurizzati per la prima stazione spaziale commerciale Axiom.
Thales Alenia Space è il primo contraente del programma ExoMars dell’ESA per l’esplorazione della superficie di Marte. Il programma comprende due missioni: la prima, il Trace Gas Orbiter, lanciata nel 2016, mentre la seconda, che trasporta il rover Rosalind Franklin, avrà come obiettivo il lancio nel 2028, e affronteranno la questione se la vita sia mai esistita su Marte.
Thales Alenia Space è il primo contraente della costellazione satellitare COSMO-SkyMed(4 satelliti radar di osservazione terrestre) per uso duale (civile e militare), ad elevatissime prestazioni in termini di risoluzione e flessibilità di operazione.
Importante partecipazione al programma di monitoraggio globale europeo Copernicus:
- Prime Contractor per i satelliti Sentinel 1[32]
- Fornitura della piattaforma satellitare per i satelliti Sentinel 1 e Sentinel 3[33]

Esistono sei famiglie di satelliti e strumenti Sentinel. Sentinel-1 fornisce continuità ai dati radar raccolti da ERS ed Envisat. Sentinel-2 e -3 monitorano le masse terrestri e gli oceani. Gli strumenti Sentinel-4 e -5 sono progettati per missioni di meteorologia e climatologia, mentre Sentinel-6 fornirà continuità operativa per le missioni di altimetria Jason. Thales Alenia Space è capocommessa delle famiglie Sentinel-1 e -3, composte da quattro satelliti ciascuna. La società è anche responsabile del segmento di terra dell'immagine per Sentinel-2, ha contribuito allo spettrometro di imaging per Sentinel-5P e fornirà l'altimetro radar Poseidon-4 per la missione Sentinel-6.
Thales Alenia Space contribuisce anche a cinque delle sei nuove missioni di espansione di Copernicus, tre come primo contraente (CIMR, ROSE-L, CHIME) e due come payload supplier (CO2M, CRISTAL). Questi nuovi satelliti saranno utilizzati per misurare l'anidride carbonica atmosferica (CO2) prodotta dall'attività umana, monitorare lo spessore del ghiaccio marino e l'altezza della neve sovrastante, fornire servizi migliori per l'agricoltura sostenibile e la gestione della biodiversità, osservare il comportamento degli oceani e sostenere l'agricoltura di precisione e la sicurezza alimentare. La nostra azienda lavora a stretto contatto con l'Agenzia spaziale europea e l'ecosistema spaziale industriale europeo, partecipando a 11 delle 12 missioni Copernicus.
Thales Alenia Space ha costruito tutti i satelliti geostazionari Meteosat, in qualità di primo contraente: sette satelliti Meteosat di prima generazione e quattro satelliti Meteosat di seconda generazione (MSG) e attualmente in produzione la terza generazione (MTG).
Nel campo delle telecomunicazioni, Thales Alenia Space ha lanciato 2 importanti linee di prodotti negli ultimi 2 decenni, denominate Spacebus Neo e Space Inspire. Entrambi basati su piattaforme comprensive di sistemi di propulsione elettrica. Nel 2022, il satellite VHTS EUTELSAT KONNECT, per l'operatore di telecomunicazioni Eutelsat, è stato lanciato con successo da Arianespace. La sua missione è fornire Internet ad alta velocità simile alla fibra in tutta Europa, specialmente nelle aree isolate, chiamate zone bianche. Il lancio della seconda linea di prodotti, Space Inspire, è stato annunciato nel 2019. Si tratta di una soluzione compatta e completamente digitalizzata che può essere riconfigurata in orbita. Consentirà agli operatori di telecomunicazioni di allocare dinamicamente la capacità dove e quando necessario, in qualsiasi larghezza di banda. Inoltre, l’azienda ha prodotto, in qualità di primo contraente, 125 satelliti per tre costellazioni diverse (Globalstar 2, O3b e Iridium NEXT.

### Sedi italiane di Thales Alenia Space
Sono quattro i siti italiani di Thales Alenia Space:
- Roma, progetto e integrazione satelliti di osservazione terrestre, navigazione, telecomunicazioni;
- Torino, progetto e integrazione moduli pressurizzati per la Stazione spaziale internazionale, satelliti scientifici, sonde interplanetarie e rover[49];
- Milano (nel nuovo sito industriale in Gorgonzola dal 2013), centro di competenza per gli equipaggiamenti elettronici digitali (computer di bordo, mass memory, generatori/ricevitori di segnali Galileo e GPS) e scientifici (controllo di esperimenti, rivelatori per astrofisica), software embedded e relativi apparati di test[50] (ex LABEN);
- L'Aquila, progettazione, produzione e test di apparati elettronici ibridi, antenne, strutture in materiale composito, trasmettitori, transponder, dal 2013 nel nuovo stabilimento ricostruito dopo il terremoto del 6 aprile 2009[51].

## Cronologia dei risultati di Thales Alenia Space - Italia

### Sistemistica
- 2008: Thales Alenia Space - Italia avvia la costruzione e integrazione presso il centro di Roma di due dei quattro satelliti Galileo IOV, base della costellazione di georeferenziazione europea in orbita MEO a 23925 km e che diffonde il segnale di navigazione in banda L[52]. Essi furono lanciati insieme con un vettore Sojuz a fine 2011 (Galileo IOV PFM & FM2);
- 2008, settembre: Thales Alenia Space annuncia la realizzazione della costellazione O3b (Over 3 billions) in orbita equatoriale MEO a 8063 km di quota per fornire accesso internet low cost e a banda larga ai mercati emergenti di Asia, America Latina, Africa e Medio Oriente, per un totale di 150 paesi[53]. I satelliti O3b sono operativi in banda Ka e forniscono servizi per telecomunicazioni e connettività internet a oltre 3 miliardi di abitanti del pianeta, donde il nome. I satelliti furono assemblati nel sito di Roma[54], con contributi in componenti da Milano (computer) e L'Aquila (ricevitori, antenne). I primi 8 satelliti furono lanciati nel 2013, altri 4 nel 2014;
- 2009, 17 marzo: viene lanciato il satellite Gravity Field and Steady-State Ocean Circulation Explorer (GOCE) per lo studio del campo gravitazionale terrestre e della circolazione oceanica, integrato nello stabilimento di Thales Alenia Space - Italia di Torino, con contributi dai siti di Cannes (lo strumento principale, il gradiometro) e Milano (computer di bordo e GPS)[55]; il satellite rientrò in atmosfera disintegrandosi nel 2013, a fine compimento della sua missione di mappatura[56];
- 2009: Thales Alenia Space - Italia sigla con Orbital ATK un contratto per la costruzione di 9 Pressurized Cargo Module (PCM) formanti il veicolo di rifornimento per la Stazione spaziale internazionale Cygnus, progettati ed integrati nella sede di Torino[57]. Essi verranno lanciati e attraccati alla ISS a partire dal 2015[58];
- 2009: Thales Alenia Space - Italia avvia la costruzione dei due satelliti SAR Sentinel-1A & Sentinel-1B del sistema di sorveglianza ambientale globale europeo GMES/Copernicus, integrati nel sito di Roma e con forte contributo negli equipaggiamenti elettronici intelligenti (computer, mass memory) dei siti di Milano e L'Aquila e con il radar in banda C fornito da Airbus[59]. Verranno lanciati nel 2014 e 2016 rispettivamente;
- 2010: Thales Alenia Space si aggiudica la più grossa commessa della storia spaziale: 3 miliardi di dollari per costruire gli 82 satelliti della costellazione IRIDIUM Next per la telefonia satellitare globale[60] (66 operativi nei vari piani orbitali, 6 in orbita come riserva, i restanti a terra come simulatori), lanciati a partire da gennaio 2017[61]. Anche la componente italiana contribuisce al progetto con tutti i suoi siti: Torino (pannelli), Roma (trasmettitori di banda KA e antenna attiva in banda L), Milano (computer di piattaforma di bordo) e L'Aquila (integrazione computer e piattaforma);
- 2010: Thales Alenia Space - Italia contribuisce alla costellazione di 48 satelliti in orbita LEO per la telefonia mobile Globalstar Second Generation con l'integrazione e test dei vari modelli di volo nel sito di Roma, oltre a costruire l'antenna in banda L del veicolo[62];
- 2011: Thales Alenia Space - Italia avvia la costruzione della costellazione di satelliti SAR Cosmo-SkyMed Second Generation (CSG) per ASI e Ministero della Difesa italiano negli stabilimenti romani[63], con contributo negli equipaggiamenti elettronici intelligenti del sito di Milano (computer di piattaforma, mass memory, GPS) e L'Aquila (transmitter, antenna);
- 2012, 24 febbraio: Thales Alenia Space ed ESA firmano il contratto per la nuova serie di satelliti meteorologici europei Meteosat Third Generation (MTG)[64]; la componente italiana TAS-I Milano contribuisce al programma fornendo le due Instrument Control Unit (ICU) per gli strumenti IRS (sul satellite MTG-S, "sounding") ed FCI (sul satellite MTG-I, "imagery") e il Single Board Computer (SBC) per lo strumento LI (sul satellite MTG-I);
- 2013, 17 giugno: Thales Alenia Space sigla un contratto di 643 milioni di euro per la realizzazione delle due missioni ExoMars 2016 e 2018[65] (quest'ultima divenuta poi ExoMars 2020), volte alla esplorazione di Marte. Per la prima missione, TAS-I Torino assembla l'Entry and Descent Module (EDM), un dimostratore di entrata nella tenue atmosfera dall'orbita marziana per testare la capacità di discesa e atterraggio sulla superficie del pianeta, preludio all'atterraggio del rover nella successiva missione del 2020[66];
- 2013, 8 luglio: Thales Alenia Space - Italia fu designata dall'ESA come primo contraente nello sviluppo industriale della missione Euclid per lo studio della materia oscura e dell'energia oscura e del loro ruolo nella espansione dell'universo[67], con un contratto di 322 milioni di euro[68]; il punto focale della gestione progettuale di questo osservatorio fu assegnato alla sede TAS-I di Torino in virtù della sua pregressa esperienza nella missione Herschel & Planck, con contributi significativi dalle altre sedi italiane TAS Milano (elettronica digitale) e Roma (trasponditori, antenne ad alto guadagno, sensori di assetto) ed europee quali Airbus Defense and Space Tolosa in primis come sottocontrattore del payload ottico, Spagna e Belgio per fornitura di TT&C e degli amplificatori RF TWTA[69];
- 2014: Thales Alenia Space - Italia integra negli stabilimenti torinesi il satellite BepiColombo da lanciare verso Mercurio come fornitore di Airbus, e ne supporta la campagna di test finale negli anni successivi presso il centro ESTEC di ESA[70];
- 2015, 15 dicembre: Thales Alenia Space - Italia si aggiudica un contratto da 400 milioni di euro per la costruzione a Roma dei nuovi satelliti SAR Sentinel-1C & Sentinel-1D, successori dei due A e B lanciati nel 2014 e nel 2016 rispettivamente[71];
- 2015, dicembre: Thales Alenia Space si aggiudica un lotto di altri 8 satelliti per la costellazione O3b[61], da lanciare nel 2018;
- 2016: Thales Alenia Space - Italia sigla con Orbital ATK un secondo contratto per la costruzione di ulteriori 9 Pressurized Cargo Module (PCM), formanti il veicolo di rifornimento Cygnus per la Stazione spaziale internazionale, progettati ed integrati nella sede di Torino[57];
- 2016, 20 giugno: Thales Alenia Space - Italia sigla un contratto con la Russian Satellite Communication Company (RSCC) per la fornitura dei due payload di comunicazione RF con decine di trasponditori attivi in banda C/Ku/L per i due satelliti TLC Express-80 ed Express-103, ogni carico da 6,3 kW di potenza, su satelliti a propulsione elettrica e da posizionare in orbita GEO a 80°E e 103°E rispettivamente. Programmati per il lancio nel 2019, i due sotto-sistemi assemblati nel sito di Roma forniranno comunicazioni fisse e mobili, per trasmissioni televisive digitali e radio, nonché accesso veloce a internet e servizi di trasmissione dati in tutto il territorio russo e del sud-est asiatico[21];
- 2017, 15 novembre: a Thales Alenia Space - Italia in Roma viene affidato lo sviluppo dello strumento Radar Sounder for Icy Moons Exploration (RIME), a bordo della missione europea JUICE che lanciata nel 2022 studierà le lune ghiacciate di Giove nel 2029[72];
- 2017, 30 novembre: Thales Alenia Space - Italia sigla con ESA l'intesa per lo sviluppo preliminare nello stabilimento di Torino dello Space Rider, il sistema di trasporto riutilizzabile a bassa orbita terrestre europeo di nuova generazione, a Torino[73];
- 2017, 14 dicembre: Thales Alenia Space - Italia sigla tre contratti nell’ambito delle attività Next Space Technologies for Exploration Partnerships (NextSTEP 2) con le società statunitensi Boeing, Lockheed Martin e Orbital ATK, per sviluppare a fattor comune le competenze necessarie per far fronte agli obiettivi di esplorazione umana dello spazio della NASA e riportare l'uomo sulla Luna come passo successivo, contribuendo con l'esperienza acquisita nello stabilimento torinese sulla permanenza umana nello spazio mediante la costruzione delle strutture abitate della ISS e i suoi moduli pressurizzati Cygnus di rifornimento[74];
- 2017, 19 dicembre: Thales Alenia Space - Italia sigla un contratto con ASI all'interno di un raggruppamento di imprese guidate da SITAEL per il programma mini Piattaforma spaziaLe ad Alta TecNOlogia (PLATiNO) che comprende la definizione e lo sviluppo di componentistica e tecnologie abilitanti le future missioni spaziali nazionali attraverso la realizzazione di una mini-piattaforma standard e multi-obiettivo, in grado di imbarcare un'ampia gamma di carichi scientifici ed applicativi, nonché supportare la qualifica in volo delle nuove tecnologie e di apparati innovativi[75]
- 2018, 16 gennaio: Thales Alenia Space - Italia firma un contratto con l’Istituto di Ricerca Aerospaziale Coreano (KARI) per la fornitura di un sottosistema di comunicazioni in banda X per il settimo satellite del programma  KOrea Multi-Purpose SATellite (KOMPSAT-7); il sottosistema sarà incaricato di trasmettere le immagini ad alta risoluzione fino a 30 cm, raccolte dal sensore di bordo Advanced Earth Imaging Sensor System-High Resolution (AEISS-HR), verso la stazione di terra mediante un link ad alta velocità[76].
- 2018: avvia la collaborazione con l'azienda italiana Tesi, realizzando gli MDPS (Meteorite and Debris Protection System) per la parte posteriore di Orion della NASA e di Cygnus di Northrop Grumman, ovvero degli scudi metallici contro i micro meteoriti lungo il suo tragitto.[77][78]
- 2023, 4 dicembre: i siti di Roma e L'Aquila della Thales Alenia Space festeggiano 40 anni di attività con l'hastag #40x40

### Equipaggiamenti
Dal punto di vista degli equipaggiamenti spaziali, Thales Alenia Space - Italia possiede tra i siti di Milano (elettronica digitale e applicazioni scientifiche) e Roma/L'Aquila (ibridi, trasmettitori, transponder, antenne) le seguenti linee di produzione.
ELETTRONICA DIGITALE:
- computer di bordo (SMU/OBC) per il controllo dei veicoli spaziali, satelliti in orbita terrestre LEO/MEO/GEO o missioni interplanetarie, forniti con software di base per il bootstrap e con i cosiddetti "driver SW", dotati di FPGA ed ASIC per la elaborazione e trasferimento dei dati, e dei segnali di comando e telemetria per navigazione e controllo di assetto della piattaforma, su cui l'integratore del veicolo può programmare il suo software applicativo avionico (computer completi o schede microprocessore per i satelliti: Cosmo-SkyMed, SWARM, GOCE[55], GLOBALSTAR Second Generation[62], SENTINEL-1 ABCD[79], Sentinel-3 AB, BepiColombo[80], AMOS, Cosmo Second Generation, O3b[81], IRIDIUM-NEXT, SPACEBUS NEO,...) e architetture basate su microprocessori ERC-32, LEON-3, PowerPC;
- memorie di massa a stato solido (MMSU/DSHA/PDS) ad alta velocità / alta capacità / singolo utente dominante per l'immagazzinamento, elaborazione, formattazione e trasmissione sulla Terra dei dati scientifici raccolti prevalentemente da un singolo carico dedicato e dominante, con architettura base SDRAM e capacità nell'ordine delle centinaia di GiB, con progressiva migrazione verso le più dense NAND Flash nell'ordine dei TiB, dotate di FPGA ed ASIC per il processamento near real time dei dati, e di collegamenti ad alta velocità (High Speed Link) in input/output (dalle centinaia di Mbps alle decine di Gbps), complete di software di bootstrap, software base, sistema operativo e software applicativo, usate tipicamente per gestire la enorme mole di dati prodotti dalle applicazioni SAR per l'osservazione terrestre (mass memory per: RADARSAT-2[82], Cosmo-SkyMed[83], SENTINEL-1 ABCD[79], Cosmo Second Generation, SARah...);
- memorie di massa a stato solido (SSMM/MMFU) a media velocità / media capacità / multi-utente per immagazzinamento e formattazione dati a medio/alta velocità (dalle decine alle centinaia di Mbps su ogni singolo link) ricevuti da diversi utenti/strumenti scientifici, in vari tipi di missioni scientifiche o di esplorazione, sempre su architettura SDRAM (e capacità da decine a un centinaio di GiB), complete di hardware, firmware, software base, sistema operativo e software applicativo, e basate sul concetto di architettura avionica di bordo chiamato network Spacewire (mass memory per le missioni: BepiColombo[84], Solar Orbiter, Jason-CS, ...);
- generatori del segnale di navigazione (NSGU) a bordo dei satelliti europei Galileo, completi di hardware, firmware, software base, sistema operativo e software applicativo (NSGU per le diverse generazioni dei satelliti: per il primo GIOVE-A sperimentale prodotto da SSTL nel 2006 e che occupò le frequenze internazionali di diffusione del segnale di navigazione in banda L assegnate al sistema Galileo[85][86], per i due Galileo IOV[87][88] prodotti da EADS Astrium (Airbus Defence and Space dal 2013) alla fine degli anni '10 e che insieme agli altri due satelliti IOV realizzarono il primo fix di posizione a terra del sistema, per i 18 satelliti Galileo FOC[89] prodotti da OHB nel secondo decennio a rendere operativo il sistema di navigazione europeo);
- ricevitori GPS/EGNOS/GLONASS/Galileo, complete di hardware, firmware e software applicativo, montati su satelliti LEO o in stazioni a terra (ricevitori per i satelliti: RADARSAT-2, GOCE[55], AGILE, OceanSat-2 per studi di radioccultazione[90], GLOBALSTAR[62], Cosmo Second Generation, ...);
- strumenti scientifici ed elettronica di elaborazione dati per: sonde interplanetarie (il DES delle sonde marziane MARSIS e Mars Reconnaissance Orbiter, lo strumento ISA[91] sulla sonda BepiColombo da lanciare verso Mercurio); osservatori orbitali (l'apparato radiometrico LFI[92] sull'osservatorio Planck dell'ESA); satelliti di osservazione terrestre (elettronica di controllo ed elaborazione per l'esperimento GOME-2 su METOP Prima Generazione[93], il sistema di elaborazione dati del carico scientifico del satellite italiano AGILE[94][95][96], l'OEU e i VAM / FPA nello strumento principale OLCI[97] sui satelliti Sentinel-3 AB, le due ICU di payload dei satelliti MTG-S e MTG-I);
- schede elettroniche e software base di bordo per missioni interplanetarie (Navigation Computer and Mass Memory board nel computer del rover di ExoMars 2020);
- apparecchiature e software di test a terra, sia per equipaggiamenti (TE) che per sotto-sistemi del satellite (EGSE).